# Charles de Sibert de Cornillon
Pour les articles homonymes, voir Cornillon et Sibert.
Charles de Sibert de Cornillon, né le 25 avril 1800 à Wethersfield (Connecticut) et mort le 22 octobre 1864, est un avocat, magistrat et homme politique français.

## Biographie
Fils d'un héros de la guerre d'indépendance des États-Unis, Charles Louis Adolphe de Sibert de Cornillon naît le 25 avril 1800 à Wethersfield.
En 1822, il prête serment comme avocat, puis entre en 1823 dans la magistrature comme substitut du procureur de la République près le tribunal civil d'Avignon. Il passe procureur à Apt en 1825, puis à Carpentras en 1826.
En 1830, il refuse de se rallier à Louis-Philippe et démissionne de la magistrature et revient au barreau de Nîmes. Entre 1837 et 1838, puis en 1842, on le retrouve bâtonnier de l'ordre des avocats.
En 1843, sollicité par le gouvernement dont fait partie François Guizot, son compatriote nîmois, il reprend toutefois du service comme avocat général à Nîmes. Il est révoqué après la Révolution de 1848, mais devient l'année suivante procureur général à Limoges. Il est ensuite nommé à l'administration centrale, occupant successivement les postes de directeur des Affaires criminelles et des Grâces (1851), puis de secrétaire général du ministère de la Justice (1851-1859).
En 1859, il est nommé au Conseil d'État.
En 1856, il est élu conseiller général du Gard pour le 2e canton de Nîmes. Entre 1857 et 1864, il préside le conseil général.